# NGC 6290
NGC 6290 ist eine 13,5 mag helle Balkenspiralgalaxie vom Hubble-Typ SBa im Sternbild Drache am Nordsternhimmel, die schätzungsweise 240 Millionen Lichtjahre von der Milchstraße entfernt ist.
Das Objekt wurde am 13. August 1885 von Lewis A. Swift entdeckt.